# Molophilus habbemae
Molophilus habbemae là một loài ruồi trong họ Limoniidae. Chúng phân bố ở miền Australasia.